# Erik Prince
Erik Prince, né le 6 juin 1969 à Holland (Michigan), est un ancien membre des SEAL, les forces spéciales de l’US Navy, connu pour avoir fondé la plus grande société militaire privée du monde, Academi (anciennement Blackwater Worldwide), en 1997. Il en est le PDG jusqu’en 2009 et siège à la présidence du conseil d’administration jusqu’à ce qu'Academi soit vendue à un groupe d’investisseurs en 2010. Prince vit actuellement aux Émirats arabes unis.
Le magazine américain The New Republic classe politiquement Erik Prince à l'extrême droite. Selon la MIT Technology Review, Erik Prince serait milliardaire.

## Biographie

### Famille
Issu d'une famille fortunée, Erik Dean Prince est le plus jeune enfant d'Edgar D. Prince et Elsa Broekhuizen. Ses deux parents ont des origines hollandaises (le nom de famille Prins a été anglicisé pour devenir Prince). Son père a fondé la Prince Corporation, un équipementier automobile dont le produit vedette était le pare-soleil équipé d'un miroir éclairé. Son père emploie alors un quart de la population de Holland, dans le Michigan.
Prince et son père ont voyagé dans le monde entier. Ils sont allés dans le camp de concentration de Dachau, en Allemagne, ils ont visité Berlin divisée et la Normandie. D’après sa mère, ces voyages « ont beaucoup marqué » le jeune Prince.
Erik Prince a trois sœurs. L'une d'entre elles, Betsy DeVos, a été secrétaire générale du Parti républicain du Michigan à deux reprises (1996-2000 et 2003-2005) et fut secrétaire à l'Éducation de 2017 à 2021 dans l'administration Trump. C'est l'épouse du PDG d'Amway Dick DeVos (en), par ailleurs lui aussi personnalité républicaine conséquente et fils du très riche Richard DeVos (en) (dont Forbes chiffrait en 2007 la fortune à 2,4 milliards USD). La première épouse d'Erik Prince, Joan Nicole, est décédée en 2003. Remarié depuis, il a sept enfants.

### Vie active
Après le lycée, il intègre l'Académie navale d'Annapolis, mais la quitte après deux semestres pour intégrer la très conservatrice Hillsdale College (en), dont il sera diplômé en 1992. À cette période, il fait campagne pour la candidature présidentielle de Pat Buchanan, concurrent de droite de George H. W. Bush, et intègre le Family Research Council de Gary Bauer (en).
En 1990, il obtient un stage informel à la Maison-Blanche sous George H. W. Bush. Plus tard, il est stagiaire auprès du député républicain californien Dana Rohrabacher, qui se souvient de Prince comme « un jeune homme brillant et déterminé ». À l’âge de 21 ans, il se porte volontaire pour aller chercher un charnier au Nicaragua afin de dénoncer les massacres perpétrés sous le président Daniel Ortega. Interviewé par le magazine Men’s Journal, il a dit avoir trouvé « … un charnier : des os dépassant du sol, les poignets liés. ».
Il sert dans les SEAL de l'US Navy à Haïti, au Moyen-Orient et dans la mer Méditerranée, en Bosnie. Il attribue aux SEAL le mérite d’avoir été un exutoire à son esprit d’entreprise. À la mort subite de son père en 1995, à la suite d'une crise cardiaque, Prince quitte la Navy. Sa mère revend la société paternelle pour 1,3 milliard de dollars comptant à Johnson Controls. Prince s'installe à Virginia Beach. Avec sa part dans la vente de la société familiale, qui s'élève à 500 millions de dollars, il achète 6 000 hectares (24 km2) de l’aire protégée Great Dismal Swamp en Caroline du Nord et fonde Blackwater Worldwide en 1997, qui est localisé à Moyock (Caroline du Nord), près de la base navale de Norfolk. Le nom « Blackwater » vient de la couleur noirâtre des marais dans lesquels l’école est située.

## Les affaires

### Les affaires Blackwater, de 1997 à 2010
Prince décide de fonder Blackwater USA à la suite du génocide au Rwanda. Lors d’un discours à Holland, sa ville natale, dans le Michigan, il déclare : « J’ai vraiment été choqué. J’ai réalisé qu’on ne va pas s’installer confortablement et pontifier. Il faut agir. »
Depuis 1997, la société a reçu plus de 1,6 milliard de dollars pour des contrats fédéraux non classés et un nombre inconnu de missions secrètes. Elle est devenue l’une des plus grandes des trois sociétés de sécurité privées du département d’État, fournissant 987 gardes pour les ambassades et les bases militaires à l’étranger.
Depuis 2001, la Central Intelligence Agency (CIA) a donné jusqu’à 600 millions de dollars à Blackwater Wordwide et ses membres pour des contrats classés. L’administration Barack Obama a donné à la société un contrat du département de Sécurité intérieure américain de 120 millions de dollars et a donné près de 100 millions de dollars pour de nouvelles missions de la CIA en 2010.

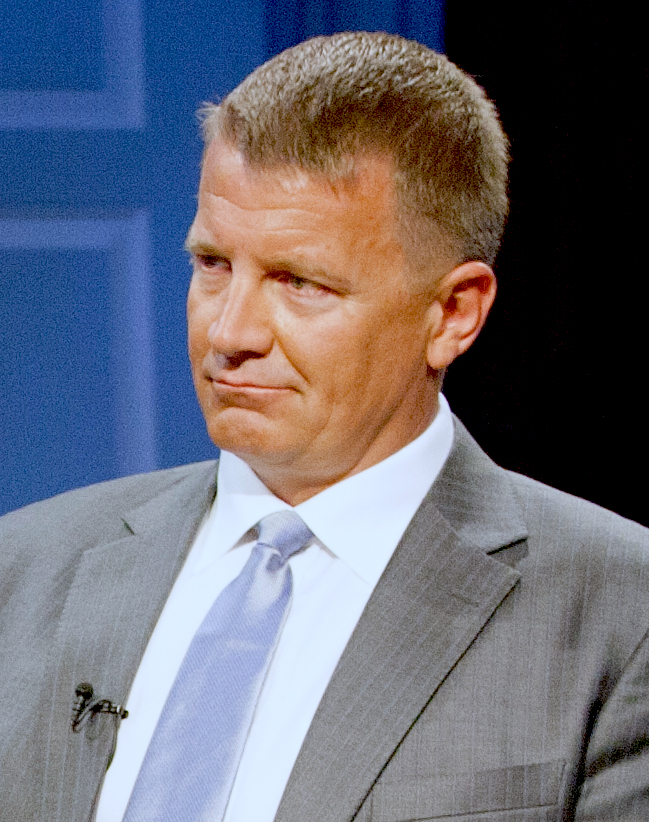
Erik Prince en 2015.

Prince est très fier du travail accompli par Blackwater Worldwide et souligne ses succès. D’après lui, sur 40 000 missions de sécurité personnelles effectuées par Blackwater Worldwide, seulement 200 impliquaient des gardes déchargeant leurs armes. « Aucune des personnes sous notre protection n’a jamais été tuée ni blessée. Nous les avons protégées, et pendant tout ce temps, 30 de nos hommes ont été tués. »
Selon Robert Young Pelton, Prince voyait les relations de Blackwater Worldwide avec l’armée un peu comme la relation entre FedEx et la US Post Office : « une solution efficace et privatisée à une bureaucratie sclérosée et coûteuse. ». He credits his father's competitive streak in the automotive business with the inspiration to design a lighter, faster army.
Ces dernières années, Academi a été critiquée, mais pour Prince, beaucoup de ces critiques proviennent de la politique. En janvier 2010, il déclarait à Vanity Fair : « J’ai mis ma société et moi-même au service de la CIA pour des missions à hauts risques. Mais quand c’est devenu politiquement opportun de le faire, quelqu’un m’a jeté sous un bus. »
Prince quitte ses fonctions de PDG de Blackwater Worldwide le 2 mars 2009 et préside le conseil d’administration jusqu’à la vente de sa société à un groupe d’investisseurs à la fin de l’année 2010.

### Les affaires post-Blackwater, depuis 2010
En mars 2021, un rapport des Nations unies révèle qu'Erik Prince a envoyé des armes illégales à un chef de milice libyen dans une violation claire de l'embargo des armes défini par l'ONU,. Le 14 avril 2021, il démissionne de Frontier Services Group - société appartenant à l'État chinois, qu'il a fondée, qui dirige des projets illicites pour les Émirats arabes unis et la Chine.
Le 30 octobre 2021, The Intercept a révélé que Erik Prince était soumis à une enquête du Bureau fédéral d'enquête sur la participation à la tentative de vente d'hélicoptères militaires jordaniens et d'armes au dirigeant libyen Khalifa Haftar soutenu par les ÉAU en 2019. En outre, il a travaillé avec Jordanien Royal Feisal Ibn Al-Hussein pour organiser la vente et le transfert d'armes. Le rapport précédent de l'ONU a découvert les trois aéronefs à un associé étroitement utilisé dans la parcelle de la Libye, qui a été transféré des sociétés contrôlées d'Erik Prince, inclus le groupe de services Frontier (Frontier Services Group), à une entreprise de mercenaire basée aux Émirats arabes unis.

## Action en politique

### Orientation des opinions politiques
Prince se décrit comme un libertarien et un catholique pratiquant. Il décrit ses opinions politiques comme suit : « Je suis pour un libre marché. Je ne crois pas trop en un gouvernement qui apporterait beaucoup de solutions. Certains pensent que le gouvernement peut résoudre les problèmes de la société. J’ai tendance à penser que les charités privées et les organisations privées sont de meilleures solutions. »
Prince aurait forgé ses opinions sur le libre marché lorsqu’il était stagiaire à la Maison Blanche. C’est là-bas qu’il a mis en doute l’importance du gouvernement fédéral. « Avec mon statut de stagiaire à la Maison Blanche et les badges, j’ai visité d’autres agences fédérales énormes. Vous voulez voir quelque chose de déprimant ? Allez dans le département de la Santé et des Services sociaux (HHS), ou dans le département du Logement et du Développement urbain (HUD), ou encore dans celui du Commerce. C’est colossal. »

### Relations
Il utilise ses nombreux liens politiques et industriels pour développer sa société en particulier sous la nouvelle administration conservatrice élue en 2000. Depuis le milieu des années 90, il est un des piliers du Conseil secret de la politique nationale, un club très fermé d'une centaine de conservateurs industriels, hauts fonctionnaires ou personnalités des médias, proche de George W. Bush. Il est également proche de Cofer Black (en), directeur du centre antiterroriste de la CIA de 1999 à 2002 et d'A. B. Krongard (en), alors directeur exécutif (numéro 3) de la CIA.

### Financements (partie 1/2)
Depuis 1998, Prince a donné personnellement plus de 200 000 dollars aux campagnes du Parti républicain,,. Prince est également un donateur de la conservatrice Alliance Defense Fund Il a également financé de manière plus surprenante le Parti vert du comté de Luzerne (Pennsylvanie), ce qui a été interprété comme une tentative infructueuse d'aider le candidat républicain Rick Santorum face au démocrate Bob Casey Jr.

### Implications extérieures
Sa société Blackwater Worldwide a été impliquée dans de nombreuses controverses en 2007, ce qui lui a valu d'être auditionné par le Congrès des États-Unis sur la mort de 17 Irakiens alors que ses employés escortaient un convoi américain à Bagdad le 16 septembre 2007. Une enquête a été lancée le 22 septembre 2007 sur le trafic potentiel d'armes de la société qui aurait été revendues au PKK, parti kurde considéré comme terroriste par les États-Unis et l'Union européenne.
Prince a été auditionné par le Congrès le 2 octobre 2007, faisant appel à la firme de relations publiques Burson-Marsteller pour préparer son audition. Il a alors rejeté l'emploi du terme de « mercenaire » concernant ses employés.
Bien qu'ayant quitté sa fonction de PDG le 2 mars 2009, il en reste le président du conseil d'administration.

### Financements (partie 2/2)
Entre 1998 et 2007, Prince a donné personnellement plus de 200 000 dollars aux campagnes du Parti républicain et à des tiers,.
En 2006, Prince a financé le Parti vert du comté de Luzerne, en Pennsylvanie, ce qui a été interprété comme une tentative d'aider l'ancien sénateur républicain Rick Santorum en finançant une alternative plus libérale au candidat démocrate Bob Casey.
Prince est partisan d’une armée dégraissée mais plus efficace. Il propose différents moyens pour renforcer l'efficacité de l'armée sans compromettre la sécurité : une plus grande responsabilité des coûts, l'utilisation de matériel approprié pour chaque Corps de métier, une réduction des frais et une réforme opérationnelle et d'acquisition.

### Critique de l'occident
Lors d’une interview télévisée avec Charlie Rose, Prince a discuté avec George Clooney de son idée d’envoyer une mission humanitaire au Darfour. Prince a exprimé son mépris face à l’inaction occidentale lors du génocide au Rwanda : « Qui peut regarder le film Hôtel Rwanda sans vouloir que l’issue eut été différente ? Qui n’a pas souhaité que les Nations unies envoient des troupes ou des renforts aux paras belges pour protéger cet hôtel et assurer des lieux sûrs ? Vous laissez près d’un million de personnes se faire massacrer avec des outils agricoles pendant quatre mois dans un pays aussi grand que le Maryland. »

### Développement récents
Selon le Washington Post, Prince, qui est un fervent partisan de Donald Trump, aurait participé le 11 janvier 2017 à une réunion discrète aux Seychelles avec un proche de Vladimir Poutine dont le but pourrait avoir été de mettre en place un canal de communication discret entre Trump et la Russie. Un porte-parole de Prince dément l'affaire en expliquant que Prince n'a joué aucun rôle dans la campagne présidentielle de Trump,.

## Philanthropie et financements
Il est vice-président de la société philanthropique Edgar and Elsa Prince Foundation, qui a financé au moins à hauteur de 670 000 dollars le Family Research Council et 531 000 dollars Focus on the Family", une organisation de la Christian right (droite religieuse) dirigé par James Dobson. La fondation est également un donneur majeur du Calvin College, institution chrétienne de Grand Rapids (Michigan). Prince est aussi membre du bureau de Christian Freedom International (en), une ONG (501c3) dont la mission est d'aider les « chrétiens persécutés en raison de leur foi ».
Il fait des dons aux causes chrétiennes et islamiques et fait notamment construire des mosquées dans les bases outre-mer de Blackwater Worldwide, il aide un orphelinat musulman en Afghanistan. Il a également financé le film The Stoning of Soraya M..
Prince est un donateur de l’Alliance Defense Fund, une organisation chrétienne conservatrice.

## Agent révélé de la CIA
Prince faisait partie d’une unité opérationnelle secrète de la CIA créée pour tuer des terroristes. Le comité du Congrès des renseignements intérieurs (House intelligence congressional committee) a divulgué son nom à la presse. Prince s’est comparé à la cible d’une fuite du gouvernement similaire : Valérie Plame.

« L’identité de Valérie Plame a été compromise pour des raisons politiques. Un procureur spécial [a même] été nommé. Mais ce qui m’est arrivé est pire. Des personnes agissant pour des raisons politiques ont révélé non seulement l’existence d’un programme très confidentiel, mais aussi mon nom. »

## L’après-Blackwater, depuis 2011
En juin 2011, l’Associated Press rapporte que Prince entraîne une force de 2 000 Somaliens pour mener des opérations anti-piraterie dans le golfe d’Aden. Le programme serait financé par plusieurs pays arabes, dont les Émirats arabes unis, et appuyé par les États-Unis. Le porte-parole de Prince, Mark Corallo, a déclaré que Prince n’avait « aucun rôle financier » dans ce projet et a refusé de répondre à toute question concernant sa participation. La force somalienne poursuivrait aussi un chef de guerre soutenu par les islamistes.
L’Associated Press cite John Burnett, de Maritime Underwater Security Consultants : « 34 pays avec des équipements maritimes tentent de mettre un terme à la piraterie et elle ne peut être arrêtée que sur la terre ferme. Avec l’expérience de Prince et sa réputation plutôt illustre, je pense que ça pourrait marcher. »
Poursuivant ses activités dans le domaine du mercenariat, Erik Prince interviendrait dans le cadre de la guerre de Libye.
En 2019, Erik Prince est soupçonné d'avoir élaboré un plan visant à renverser le président du Venezuela,  Nicolas Maduro, à l'aide de mercenaires.